# Pasīn Darreh
Pasīn Darreh (persiska: پسین دره) är en ort i Iran.   Den ligger i provinsen Gilan, i den nordvästra delen av landet, 210 km nordväst om huvudstaden Teheran. Pasīn Darreh ligger 467 meter över havet och antalet invånare är 103.
Terrängen runt Pasīn Darreh är bergig åt sydost, men åt nordväst är den kuperad.Runt Pasīn Darreh är det ganska glesbefolkat, med 45 invånare per kvadratkilometer. Närmaste större samhälle är Rostamābād, 10,0 km nordväst om Pasīn Darreh. I omgivningarna runt Pasīn Darreh växer i huvudsak blandskog.